# Colanthura pigmentata
Colanthura pigmentata är en kräftdjursart som beskrevs av Brian Frederick Kensley 1980. Colanthura pigmentata ingår i släktet Colanthura och familjen Paranthuridae. Inga underarter finns listade i Catalogue of Life.